# Pseudocyonopsis
Pseudocyonopsis — вимерлий рід хижих ссавців з родини амфіціонових

## Види
- P. ambiguus
- P. antiquus
- P. quercensis